# 堺市立平岡小学校
堺市立平岡小学校（さかいしりつ ひらおか しょうがっこう）は、大阪府堺市西区にある公立小学校。

## 沿革
校区に団地ができたことに伴って、児童数が増加し、1966年に堺市立八田荘小学校から分離している。学校名は旧町名である平岡町から。

### 年表
- 1966年4月1日 - 堺市立平岡小学校開校。

## 通学区域
- 堺市 中区 八田寺町（一部）
- 堺市 西区 八田寺町（一部）、平岡町、堀上緑町

## 交通
- 阪和線 津久野駅 南東へ約1.2km
- 阪和線 上野芝駅 南へ約1.6km
- 阪和線 鳳駅 北東へ約1.7km
- 南海バス 堀上緑町1丁 バス停から西へ約100m

## 出身者
- 松原みき（作詞家・作曲家）
- 沢口靖子（女優）